# Білошиця
Білошиця (Значі-Білошиці, рос. Значи, Белошица, пол. Znacze Białoszyce) — колишній хутір у Сербівській волості Новоград-Волинського повіту Волинської губернії та Осовській сільській раді Городницького району Волинської (Житомирської) і Коростенської округ, Київської та Житомирської областей.

## Населення
В кінці 19 століття налічувалося 115 мешканців та 28 дворів, у 1906 році кількість населення становила 166 осіб, дворів — 24.
Станом на 1923 рік в селі налічувалося 43 двори та 261 мешканець.

## Історія
В кінці 19 століття — Значі-Білошиці (пол. Znacze Białoszyce), село Сербівської волості Новоград-Волинського повіту, за 32 версти (35 км) від Новограда-Волинського (Звягеля).
У 1906 році — хутір Сербівської волості (2-го стану) Новоград-Волинського повіту Волинської губернії. Відстань до повітового центру, м. Новоград-Волинський, становила 32 версти, до волосного центру, с. Серби — 10 верст. Найближче поштово-телеграфне відділення розташовувалося в містечку Емільчин.
У 1923 році хутір включено до складу новоствореної Осовської сільської ради, котра, від 7 березня 1923 року, стала частиною новоутвореного Городницького району Житомирської (згодом — Волинська) округи. Розміщувалося за 20 верст від районного центру, міст. Городниця, та 1,5 версти від центру сільської ради, х. Осова.
Станом на 10 лютого 1952 року значився як хутір, що підлягає зселенню. З 1954 року не числиться на обліку населених пунктів.